# Ebi chili

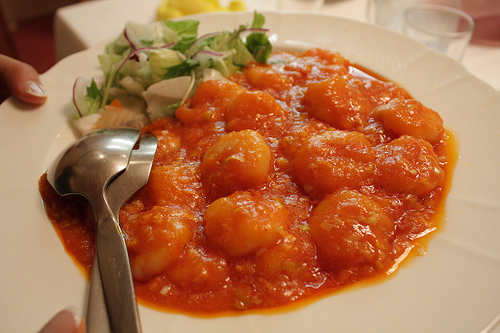
Ebi chili.

El ebi chili es una receta japonesa procedente de la gastronomía de Sichuan (China). Consiste en gamba salteada en salsa picante.